# BosWash

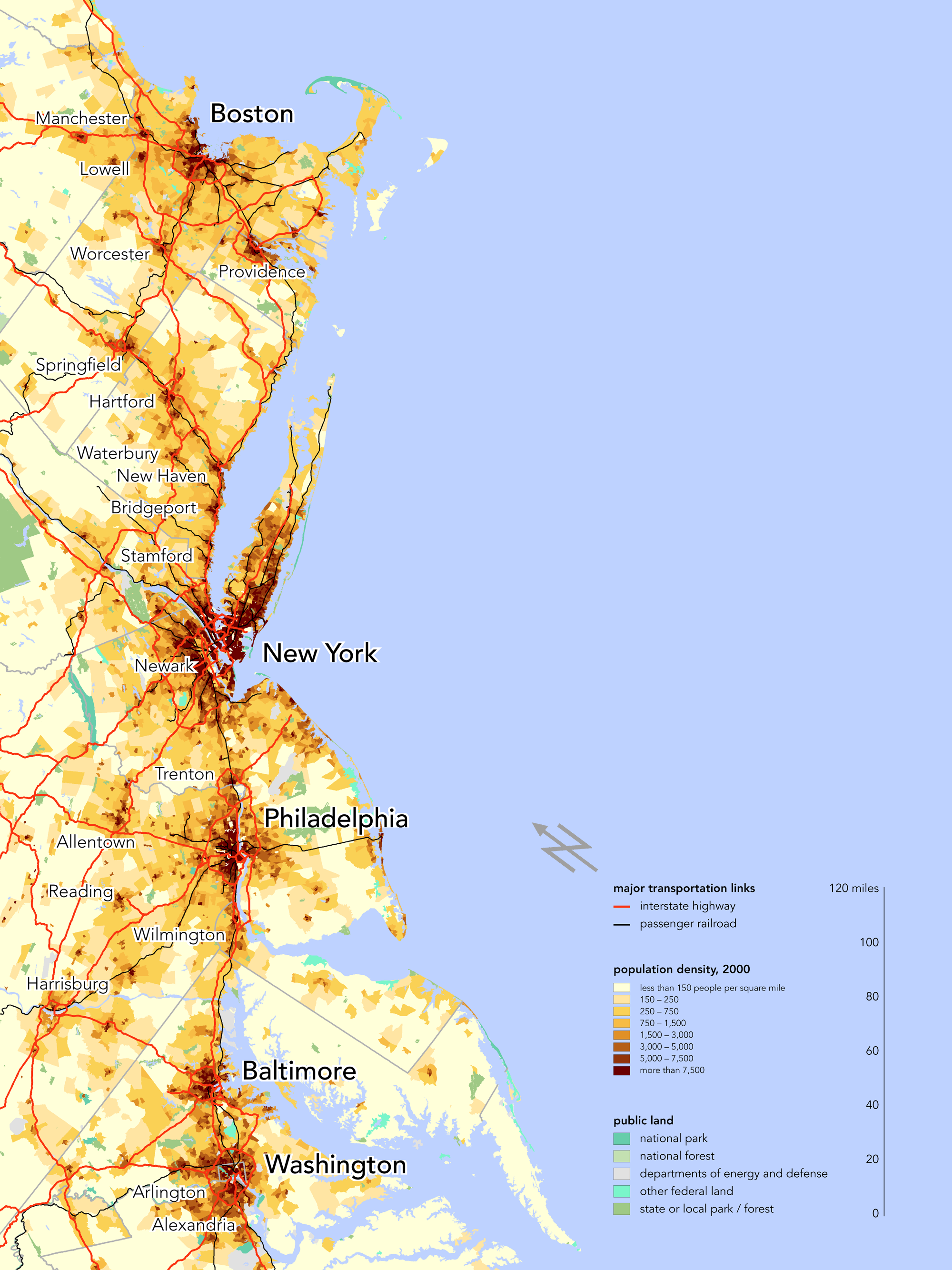
BosWash

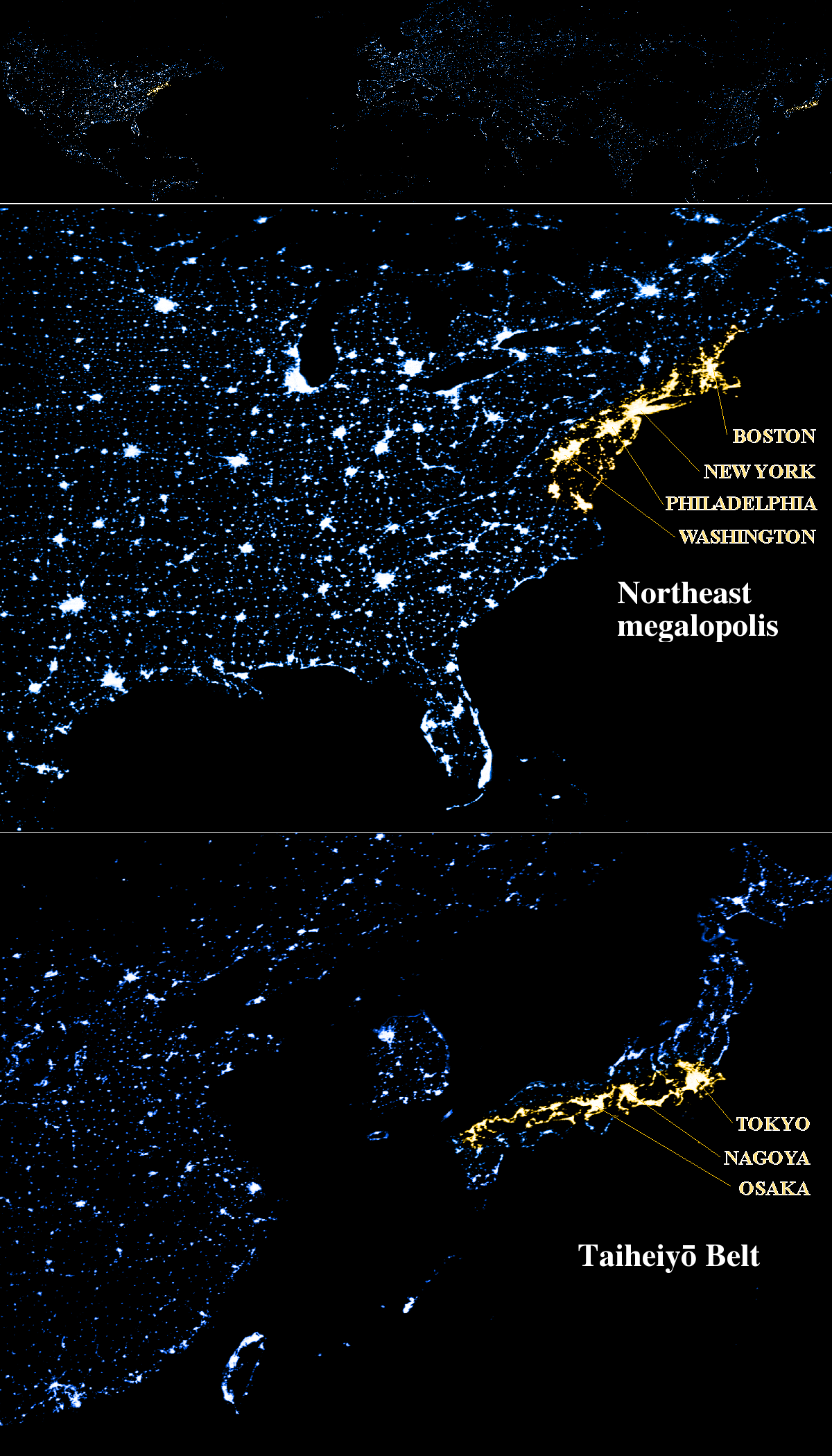
Comparație nocturnă a megapolisului BosWash cu megapolisul japonez

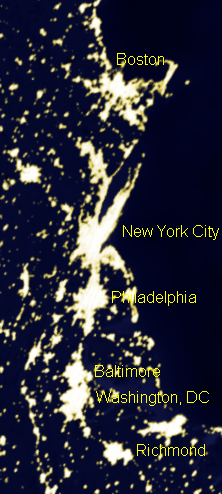
Vedere din satelit, 1995

Megalopolisul nord-estic, cunoscut mai ales cu numele BosWash, este o zonă puternic urbanizată din Statele Unite ale Americii, întinzându-se din suburbiile nordice ale Bostonului, Massachusetts, până în suburbiile de la sud de Washington, D.C. Începând cu anul 2000, regiunea avea 40,3 milioane de locuitori, aproximativ 17% din populația Statelor Unite, și mai puțin de 2% din suprafața terestră a națiunii, cu o densitate a populației de 359,6 loc./km2, în comparație cu media generală din Statele Unite care e egală cu 31 loc./km2. Conform estimărilor, se așteaptă ca zona să crească la 58,1 milioane de persoane până în anul 2025. Geograful francez Jean Gottmann a popularizat termenul „megalopolis” în cartea sa din 1961 "Megalopolis: Urbanizarea Coastei de Nord-Est a Statelor Unite", studiul său fiind folosit ca punct de reper al regiunii. În concluziile sale, el a arătat că variate orașe din regiune, în special Washington D.C., Baltimore, Philadelphia, New York City și Boston, cu toate că sunt discrete și independente, sunt unic legate unul de altul prin combinarea zonelor lor suburbane, acționând în unele modalități ca un unificat super-oraș: un megalopolis. De la publicarea cărții lui Gottmann, conceptul a câștigat importanță, atât în mass-media populară cât și în cea academică.

## Regiune
Megalopolisul cuprinde Districtul Columbia și o parte sau toate cele unsprezece state: de la sud la nord, Virginia, Maryland, Delaware, Pennsylvania, New Jersey, New York, Connecticut, Rhode Island, Massachusetts, New Hampshire și Maine. Acesta este legat de Interstate 95 și US Route 1, care începe în Miami și Key West, respectiv, Florida și se termină în Maine, la frontiera dintre Canada și Statele Unite, precum și linia de cale ferată Coridorul Nord-Est, cea mai aglomerată linie feroviară de călătorii din Statele Unite ale Americii. Acest megalopolis constituie reședința a peste 50 de milioane de oameni. Regiunea realizează 20% din Produsul Intern Brut al SUA. Megalopolisul încorporează New York Stock Exchange și NASDAQ, Casa Albă și Capitoliul Statelor Unite, sediul central al Organizației Națiunilor Unite, și sediul ABC, NBC, CBS, Fox, New York Times Company, USA Today, și Washington Post. Aici își au sediul multe companii financiare majore, cum ar fi: State Street, Citigroup, Fannie Mae, și Fidelity, în regiune fiind, de asemenea, situate 162 din cele 500 de companii Fortune Global. Regiunea este, de asemenea, centrul industriei mondiale de fond de hedging, cu 47,9%, de 2,48 miliarde de dolari din activele fondurilor speculative gestionate în orașele și suburbiile sale. Din punct de vedere  academic, regiunea cuprinde șase din cele opt Universități  Ivy League.

## Populație
| Poz. (SUA) | Statistici combinate ale zonei (CSA)                    | Recensământul din 2010 | Recensământul din 2000 | Spor natural în anii 2000 |
| ---------- | ------------------------------------------------------- | ---------------------- | ---------------------- | ------------------------- |
| 1          | New York-Newark-Bridgeport, NY-NJ-CT-PA CSA             | 22.085.649             | 21.361.797             | +3,39%                    |
| 4          | Washington-Baltimore-Northern Virginia, DC-MD-VA-WV CSA | 8.572.971              | 7.572.647              | +13,21%                   |
| 5          | Boston-Worcester-Manchester, MA-RI-NH CSA               | 7.559.060              | 7.298.695              | +3,57%                    |
| 8          | Philadelphia-Camden-Vineland, PA-NJ-DE-MD CSA           | 6.533.683              | 6.207.223              | +5,26%                    |
| Total      | Total                                                   | 44.751.363             | 42.440.362             | +5,45%                    |

## Istorie
Coasta de est a Statelor Unite, din cauza apropierii sale de Europa, a fost printre primele regiuni ale continentului folosite pe scară largă ca loc de stabilire de către europeni. De-a lungul timpului, orașele și orășelele fondate aici au avut avantajul de vârstă asupra celor mai multe alte părți ale Statelor Unite. Cu toate acestea, Nord-Estul în special s-a dezvoltat cel mai rapid datorită unor circumstanțe fortuite. Deși nu posedă un sol deosebit de bogat (o singură excepție proeminentă fiind New England Connecticut River Valley) și nici o foarte mare bogăție de minerale utile excepționale, regiunea este destul de bine potrivită pentru a sprijini anumite ramuri din agricultură și minerit. Clima este temperată și nu este predispusă la uragane sau furtuni tropicale deosebite cum sunt cele care apar mai la sud. Cu toate acestea, cel mai important factor a fost "întrepătrunderea de pământ și mare", ceea ce face porturile excepționale, cum ar fi cele de la Chesapeake Bay, portul din New York și New Jersey, portul de Providence, și portul Boston. Coasta de nord este pietroasă și mai puțin protejată, iar la sud este netedă și nu figurează ca multe golfuri și prize care funcționează ca porturi naturale. De asemenea, există un număr mare de râuri navigabile care duc mai adânc în Heartlands, cum ar fi râul Delaware și Râul Connecticut, ambele suportând populații mari. Prin urmare, în timp ce alte părți ale țării au depășit regiunea ca valoare a resurselor de materii prime, ele nu au fost la fel de ușor accesibile, și de multe ori, accesul la acestea a trebuit neapărat să treacă prin nord-est mai întâi. Prin 1800, existau patru orașe din Statele Unite, care aveau populații de peste 25.000 de locuitori: Philadelphia, New York, Baltimore și Boston. În 1850, New York și Philadelphia, erau singurele ce au avut peste 300.000 de locuitori, în timp ce Baltimore, Boston, Brooklyn (la acel timp separat de New York), Cincinnati, și New Orleans aveau peste 100.000, cele cinci fiind într-o bandă de 400 de mile, în timp ce ultimele două erau ambele la câte 400 mile distanță de metropola cea mai apropiată. Concentrația imensă de oameni într-un spațiu relativ dens a dat acestei regiuni stăpânire considerabilă prin densitatea populației peste restul națiunii, care s-a consolidat când Washington, DC, la numai 35 de kilometri sud-vest de Baltimore, a fost făcută capitală în 1800. Potrivit lui Gottmann, capitala "va tinde să creeze pentru și în jurul scaunului puterii un anumit tip de mediu construit, deosebit de dotat, de exemplu, cu monumentalitate, subliniind statutul și ritual, o trăsătură care va crește cu timpul". Infrastructura de telecomunicații și de transport pe care capitala a mandatat-o de asemenea, s-a extins în restul benzii. În plus, apropierea de Europa, precum și proeminența de Ellis Island ca un centru de procesare imigrant, a făcut din New York, în special, dar de asemenea, și în orașele din apropiere un "debarcader de aterizare pentru imigranți europeni", care a reprezentat o sursă continuă alimentată de diversitatea de gândire și lucrători determinați. Prin contrast, o altă sursă importantă de imigranți transoceanici a fost China, care este semnificativ mai departe de coasta vestică a SUA, decât Europa față de coasta estică. Etnia chinezilor a devenit obiect de discriminare rasială, creând obstacole în calea integrării lor perfecte în societatea americană.
Până în 1950, regiunea a avut mai mult de o cincime din totalul populației SUA, cu o densitate de aproape 15 ori mai mare  decât media națională.